# Allan Holdsworth

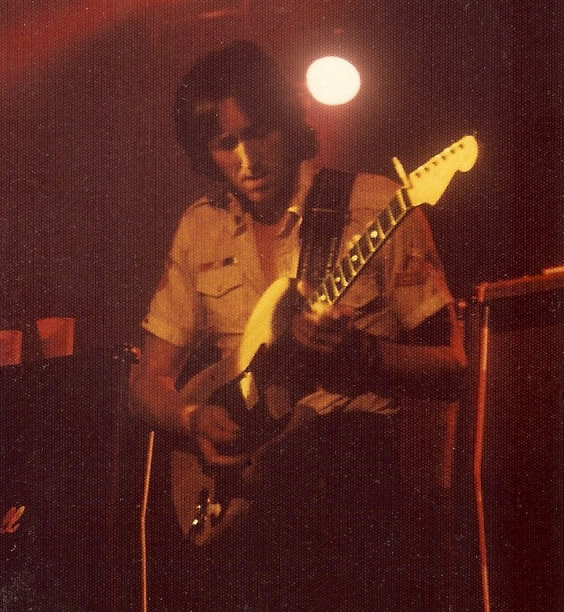
Allan Holdsworth, etwa 1975 im Beacon Theatre, New York City

Allan Holdsworth (* 6. August 1946 in Bradford, Yorkshire; † 15. April 2017 in Vista, Kalifornien) war ein britischer Jazzgitarrist.
Da nach seinen Klangvorstellungen die Gitarre wie ein Saxophon klingen sollte, experimentierte Holdsworth früh mit elektronischen Verfremdungen. Er war einer der britischen Pioniere des Jazzrock. „Er ist ein höchst individueller Spieler, der sich durch ein äußerst flüssiges Spiel und einen schier unerschöpflichen Ideenreichtum auszeichnet.“

## Leben

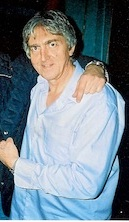
Allan Holdsworth (2007)

Allan Holdsworth hatte Klavierunterricht bei seinem Vater, einem Pianisten. Erst mit 17 Jahren kam er zur Gitarre. Als frühe Vorbilder nannte er Charlie Christian und John Coltrane. Entgegen anderslautenden Gerüchten hatte Holdsworth nie Saxofon gespielt.
Er spielte erst im Raum Leeds; Ende der 1960er zog er nach London, wo er bei Ian Carrs Nucleus und anschließend bei Jon Hisemans Colosseum-Nachfolger Tempest (1972) und bei Soft Machine (von 1973 bis 1975) wirkte. Dann nahm er mit Tony Williams’ Lifetime auf. Anschließend spielte er mit Pierre Moerlens Gong, mit Jean-Luc Ponty sowie John Stevens und Barry Guy. Ende der 70er trat er mit den Progressive- und Jazz-Rock-Formationen UK und Bruford auf. In den frühen achtziger Jahren übersiedelte er – nach einer kurzen Zeit in Paris – in die Vereinigten Staaten, wo er eigene Projekte zu produzieren begann. Holdsworth wirkte an Aufnahmen von Stanley Clarke, Herbie Hancock, Esther Phillips, Chad Wackerman, Level 42 und Gary Husband mit.
Neben seinen musikalischen Aktivitäten war er ein passionierter Radrennfahrer und Bierkenner. Er braute sein eigenes Bier, hielt ein Patent auf eine Bierzapfvorrichtung und nannte sein Tonstudio „The Brewery“ (Die Brauerei). Zuletzt lebte Holdsworth in San Diego, Kalifornien.

## Bedeutung
Sein Ruf als herausragender Erneuerer der modernen Jazzgitarre gründet auf mehreren Stilmerkmalen:
- Verwendung großer Intervalle
- Hohes Tempo bei Saxofon-orientierten Linien
- Piano-orientierte Akkorde unter Verwendung Gitarre-untypischer Akkorde in enger Lage (close position voicings)
- Komplexe Harmonien bei seinen Eigenkompositionen
- Inside-Outside-Improvisation

Zu seinen Bewunderern zählen Musiker wie Frank Zappa, Pat Metheny, Eddie Van Halen, Scott Henderson, Andy Timmons, Carlos Santana, Joe Pass, Joe Satriani, Steve Vai, Fredrik Thordendal und Marcus Deml.

## Ausrüstung
Mitte der 1980er Jahre war Holdsworth einer der ersten, die die Synthaxe, einen Synthesizer-Controller in gitarrenähnlicher Form einsetzten. Der Gitarrenhersteller Ibanez baute für kurze Zeit das Signature-Modell AH10. Holdsworth nutzte auch unkonventionelle Gitarrenmodelle. Steinberger baute ein nur in Japan erhältliches Signature-Modell GL2TA-AH mit passiven Seymour Duncan SHAH1 Humbuckern, auch Carvin (heute Kiesel Custom Guitars) hat ein Holdsworth Signature-Modell im Programm.
Holdsworth bevorzugte viele Jahre eine von Bill DeLap gebaute Gitarre mit kleinem Korpus, zwei Cutaways und einem Humbucker.

## Solo-Diskografie
- Velvet Darkness (1977)
- The Things You See (1979)
- I.O.U. (1982)
- Road Games (1983)
- Metal Fatigue (1985)
- Atavachron (1986)
- Sand (1987)
- With a Heart in My Song (1988)
- Secrets (1989)
- Wardenclyffe Tower (1992)
- Hard Hat Area (1993)
- None Too Soon (1996)
- The Sixteen Men of Tain (2000)
- Flat Tire: Music for a Non-Existent Movie (2001)
- All Night Wrong (2002, live)
- Then! Live in Tokyo (2003, live)
- Against the Clock: The Best of Allan Holdsworth (2005)
- The Man Who Changed Guitar Forever! (2017)

## Videos
- Allan Holdsworth and Alan Pasqua Live at Yoshi’s – Featuring Jimmy Haslip and Chad Wackerman, 2007, DVD
- Allan Holdsworth live at the Galaxy Theatre, Gnarly Geezer Records, 2002, DVD
- Allan Holdsworth (Lehrvideo), REH Publications, 1992, VHS
- Bruford – Rock goes to college, 2006, DVD

## Bibliografie
- Hal Leonard: Reaching for the uncommon Chord. 21st Century Music Productions/, 1985.
- Hal Leonard: Melody Chords for Guitar. 1997, ISBN 1-57424-051-X.
- Mark Gilbert: The Reluctant Guitarist, Jazz Journal, 1992.
- Bjørn Schille: Allan Holdsworth  : reshaping harmony (Thesis), University of Oslo, Institute of Musicology, 2011.
- James Rosenberg: I’d Rather Be Broke and Happy than Miserable and Rich” : The Life and Music of Allan Holdsworth. (Thesis), University of Wesleyenne (Middletown), 2013.
- Ed Chang: Devil Take the Hindmost, The Otherworldly Music of Allan Holdsworth. 2020, ISBN 979-8-6648-6063-4.